# Plufur
Plufur är en kommun i departementet Côtes-d'Armor i regionen Bretagne i nordvästra Frankrike. Kommunen ligger i kantonen Plestin-les-Grèves som tillhör arrondissementet Lannion. År 2022 hade Plufur 533 invånare.

## Befolkningsutveckling
Antalet invånare i kommunen Plufur
Referens:INSEE